# Balta Doamnei
Balta Doamnei is een Roemeense gemeente in het district Prahova.
Balta Doamnei telt 2694 inwoners.